# Hosalli, Gangawati
Hosalli là một làng thuộc tehsil Gangawati, huyện Koppal, bang Karnataka, Ấn Độ.